# Torquato Tasso (opera)

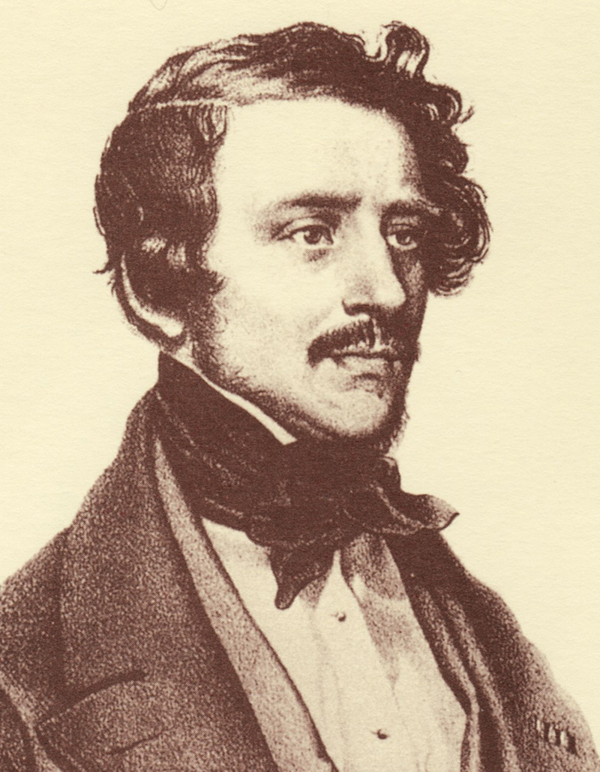
Gaetano Donizetti.

Torquato Tasso är en italiensk opera semiseria i tre akter med musik av Gaetano Donizetti och libretto av Jacopo Ferretti. Texten bygger på flera källor, såsom Torquato Tasso av Giovanni Rossini (1832) och pjäserna Torquato Tasso av Carlo Goldoni (1755) och Tasso av Johann Wolfgang von Goethe (1809).

## Historia
Rollen som Tasso var den andra Donizetti skrev speciellt för barytonsångaren Giorgio Ronconi. Operan hade premiär den 9 september 1833 på Teatro Valle i Rom.

## Personer
- Torquato Tasso (baryton)
- Eleonora d'Este, hertig Alfonsos syster (sopran)
- Eleonora, grevinnan Scandiano (mezzosopran)
- Roberto Geraldini, hertigens sekreterare (tenor)
- Don Gherardo (bas)
- Ambrogio, Torquatos tjänare (tenor)
- Alfonso II, hertig av Ferrara (bas)
- Pager, riddare (kör)

## Handling
Diktaren Tasso är förälskad i hertiginnan Eleonora d'Este, men hindras av sin låga börd och hennes äktenskap. Han förråds av en rival som arrangerar så att samtalet mellan Tasso och Eleonora avlyssnas av hertigen. Den rasande hertigen förklarar att Tasso är galen och låser in honom på dårhus. Sju år senare kommer hovmän och berättar att Tasso är frigiven och ska lagerkrönas för sin diktning. Han frågar efter Eleonora och blir djupt förtvivlad när han får reda på att hon är död. Galen av sorg inbillar han sig att han kan se henne.